# Damir Jusupow
Damir Kasimowicz Jusupow (ros. Дамир Касимович Юсупов, ur. 13 września 1977 w Igarce w Kraju Krasnojarskim) – rosyjski pilot, Bohater Federacji Rosyjskiej (2019).

## Życiorys
Urodził się w tatarskiej rodzinie pilota śmigłowca. Od lat 90. XX wieku mieszkał z rodziną w Syzraniu, gdzie w 1996 ukończył politechniczny college, później odbywał roczną służbą wojskową w Siłach Zbrojnych Federacji Rosyjskiej jako żołnierz wojsk pancernych. Po zwolnieniu do rezerwy zamierzał wstąpić do szkoły lotniczej, jednak komisja medyczna odrzuciła taką możliwość. W 2005 zaocznie ukończył studia na Wydziale Prawnym Czuwaskiego Uniwersytetu Państwowego im. Uljanowa i do 2009 pracował jako prawnik w Syzraniu. Był zastępcą przewodniczącego rady i specjalistą ds. zagadnień prawniczych Narodowo-Kulturowej Autonomii Tatarów Syzrania, w 2009 wstąpił do szkoły lotnictwa cywilnego w Bugurusłanie (filia Petersburskiego Państwowego Uniwersytetu Lotnictwa Cywilnego), którą ukończył z wyróżnieniem w 2011. W 2018 zaocznie ukończył Uljanowski Instytut Lotnictwa Cywilnego im. Bugajewa ze specjalnością nawigacja. W 2013 jako pilot lotnictwa komercyjnego został drugim pilotem linii Ural Airlines, a w 2018 kapitanem samolotu. Do sierpnia 2019 wylatał ponad 3000 godzin.
15 sierpnia 2019 jako dowódca siedmioosobowej załogi pilotował samolot Airbus A321 lecący z Moskwy do Symferopola z 226 pasażerami na pokładzie. Krótko po starcie samolot zderzył się ze stadem mew w pobliżu portu lotniczego Żukowskij, czego skutkiem była awaria silników. Próby ponownego uruchomienia silników nie powiodły się, w związku z czym Jusupow wykonał manewr awaryjnego lądowania na polu kukurydzy koło wsi Rybaki (rejon ramieński) bez wysuniętego podwozia. 74 osoby znajdujące się na pokładzie odniosły obrażenia, jednak nie było ofiar śmiertelnych. Postanowieniem prezydenta Rosji W. Putina z 16 sierpnia 2019 za męstwo i heroizm okazane podczas wykonywania obowiązków służbowych Damir Jusupow otrzymał tytuł Bohatera Federacji Rosyjskiej (wraz z drugim pilotem, Gieorgijem Murzinem).
Mieszka w mieście Polewskoj na Uralu.